# Zimneje utro
Zimneje utro (russisk: Зимнее утро) er en sovjetisk spillefilm fra 1967 instrueret af Nikolaj Ivanovitj Lebedev.

## Medvirkende
- Tanya Soldatenkova som Katja
- Konstantin Kornakov som Sergej
- Nikolaj Timofejev som Aleksej Petrovitj Voronov
- Vera Kuznetsova som Tanja
- Lilija Gurova som Nina Voronova